# 鉛魚
鉛魚（學名：Couesius plumbeus）為輻鰭魚綱鯉形目雅羅魚科鉛魚屬的其中一種，分布於北美洲美國阿拉斯加州育空河流域、加拿大大部分地區與美國北部各處，南至紐約的德拉瓦河、伊利諾州密西根湖、科羅拉多州普拉特河與華盛頓州哥倫比亞河流域的南端，身體呈梭形，略長，背部呈橄欖褐色或深褐色，側面為鉛銀色，因此在這種魚的學名中，plumbeus 一詞指的是鉛。鼻鈍，略超出上唇，嘴角各有一個小觸鬚，鱗片小，尾巴分叉，繁殖期雄魚在胸鰭基部、嘴附近會出現亮橙色或紅色的斑塊，在頭頂、胸鰭背面和靠近胸鰭基部的腹部會出現小結節，背鰭軟條8枚，臀鰭軟條7-9枚、脊椎骨39-44個，體長可達23公分，本魚可棲息於任何的水體, 不動或流動的﹐大的或小的，常見在礫石底質的水潭、急流，吃浮游動物、藻類，陸生與水生昆蟲與小魚為食。

## 扩展阅读
維基物種上的相關：鉛魚